# Équipe d'Algérie de football en 1986
L'équipe d'Algérie de football participe lors de cette année à la Coupe du monde 1986 organisée au Mexique et à la Coupe d'Afrique des nations 1986 en Égypte. L'équipe d'Algérie est entraînée par Rabah Saadane

## Les matchs
| Date             | Stade, Ville, Pays                                      | Adversaire         | Score | Comp | Buteurs algériens                           |
| 17 février 1986  | Prince Mohamed bin Fahd Stadium Dammam, Arabie saoudite | Arabie saoudite    | 0 - 0 | A    |                                             |
| 21 février 1986  | Prince Mohamed bin Fahd Stadium Dammam, Arabie saoudite | Arabie saoudite    | 1 - 1 | A    | Bouiche 81e                                 |
| 25 février 1986  | Stade du 5 Juillet 1962 Alger, Algérie                  | Mozambique         | 4 - 1 | A    | Menad 1re, Zidane , Maroc 11e, Guendouz 40e |
| 8 mars 1986      | Alexandria Stadium Alexandrie, Égypte                   | Maroc              | 0 - 0 | CAN  |                                             |
| 11 mars 1986     | Alexandria Stadium Alexandrie, Égypte                   | Zambie             | 0 - 0 | CAN  |                                             |
| 14 mars 1986     | Alexandria Stadium Alexandrie, Égypte                   | Cameroun           | 2 - 3 | CAN  | Madjer 61e, Maroc 73e                       |
| 6 mai 1986       | Stade des Charmilles Genève, Suisse                     | Suisse             | 2 - 0 | A    |                                             |
| 3 juin 1986      | Estadio Tres de Marzo Guadalajara, Mexique              | Irlande du Nord    | 1 - 1 | CM   | Zidane 59e                                  |
| 6 juin 1986      | Estadio Jalisco Guadalajara, Mexique                    | Brésil             | 0 - 1 | CM   |                                             |
| 12 juin 1986     | Estadio Tecnológico Monterrey, Mexique                  | Espagne            | 0 - 3 | CM   |                                             |
| 13 août 1986     | Stadion Utama Gelora Bung Karno Jakarta, Indonesia      | Indonésie          | 1-2   | A    | Naçer Bouiche 56e 79e                       |
| 20 août 1986     | Stadion Utama Gelora Bung Karno Jakarta, Indonesia      | Indonésie          | 0-1   | A    | Kamel Djahmoune 93e                         |
| 23 août 1986     | Stadion Utama Gelora Bung Karno Jakarta, Indonesia      | Malaisie           | 2-2   | A    | Naçer Bouiche 4e Neggazi 87e                |
| 9 octobre 1986   | Sparkassen-Erzgebirgsstadion Aue, Allemagne de l'Est    | Allemagne de l'Est | 0-2   | A    |                                             |
| 16 novembre 1986 | Stade Vassil-Levski Sofia, Bulgarie                     | Bulgarie           | 2 - 3 | A    |                                             |
| 11 décembre 1986 | Stade de l'Unité Africaine Mascara, Algérie             | Côte d'Ivoire      | 2 - 1 | A    | Menad 8e, Amani 81e (pen.)                  |
| 14 décembre 1986 | stade du 5-Juillet-1962 Alger, Algérie                  | Côte d'Ivoire      | 2 - 1 | A    | Belloumi 68e, Amani 79e (pen.)              |

Légende: A : Match amical  / CM : Coupe du monde de football 1986 / CAN : Coupe d'Afrique des nations de football 1986

### Bilan
| Rang | Équipe  | Pts | J  | G | N | P | Bp | Bc | Diff |
| ---- | ------- | --- | -- | - | - | - | -- | -- | ---- |
| #    | Algérie | 11  | 12 | 3 | 5 | 4 | 12 | 14 | -2   |

## Match disputé
| Entraîneur :      |
| Daniel Jeandupeux |

| Entraîneur :  |
| Rabah Saadane |

| Entraîneur :      |
| Daniel Jeandupeux |

| Entraîneur :  |
| Rabah Saadane |

## Effectif
| Numéro / Nom       | Numéro / Nom        | Équipe                     | Sél. (but)      | Date de naissance | J.              |                 |                 |                 |                 |
| Gardiens de but    | Gardiens de but     | Gardiens de but            | Gardiens de but | Gardiens de but   | Gardiens de but | Gardiens de but | Gardiens de but | Gardiens de but | Gardiens de but |
| ------------------ | ------------------- | -------------------------- | --------------- | ----------------- | --------------- | --------------- | --------------- | --------------- | --------------- |
| 1                  | Nacerdine Drid      | MP Oran                    |                 | 22 janvier 1957   |                 |                 |                 |                 |                 |
| 21                 | Larbi El-Hadi       | WO Boufarik                |                 | 27 mai 1961       |                 |                 |                 |                 |                 |
| 22                 | Mourad Amara        | JETizi Ouzou               |                 | 19 février 1959   |                 |                 |                 |                 |                 |
| Défenseurs         |                     |                            |                 |                   |                 |                 |                 |                 |                 |
| 2                  | Mahmoud Guendouz    | IR El Biar                 |                 | 24 février 1953   |                 |                 |                 |                 |                 |
| 4                  | Noureddine Kourichi | Lille OSC                  |                 | 12 avril 1954     |                 |                 |                 |                 |                 |
| 5                  | Abdellah Medjadi    | AS Monaco                  |                 | 1er décembre 1957 |                 |                 |                 |                 |                 |
| 15                 | Abdelhamid Sadmi    | JETizi Ouzou               |                 | 1er janvier 1961  |                 |                 |                 |                 |                 |
| 16                 | Fawzi Mansouri      | sans club                  |                 | 17 janvier 1956   |                 |                 |                 |                 |                 |
| 19                 | Mohamed Chaib       | RS Kouba                   |                 | 20 mai 1958       |                 |                 |                 |                 |                 |
| 20                 | Fodil Megharia      | Chlef SO                   |                 | 23 mai 1961       |                 |                 |                 |                 |                 |
| Milieux de terrain |                     |                            |                 |                   |                 |                 |                 |                 |                 |
| 3                  | Fathi Chebel        | Rouen                      |                 | 19 août 1956      |                 |                 |                 |                 |                 |
| 6                  | Mohamed Kaci Said   | RS Kouba                   |                 | 2 mai 1958        |                 |                 |                 |                 |                 |
| 8                  | Karim Maroc         | Montpellier HSC            |                 | 5 mars 1958       |                 | 1               |                 |                 |                 |
| 10                 | Lakhdar Belloumi    | MP Oran                    |                 | 29 décembre 1958  |                 |                 |                 |                 |                 |
| 14                 | Djamel Zidane       | Waterschei                 |                 | 28 avril 1955     |                 | 1               |                 |                 |                 |
| 17                 | Fawzi Benkhalidi    | WO Boufarik                |                 | 3 février 1963    |                 |                 |                 |                 |                 |
| 18                 | Alim Ben Mabrouk    | Matra Racing Paris         |                 | 25 juin 1960      |                 |                 |                 |                 |                 |
| Attaquants         |                     |                            |                 |                   |                 |                 |                 |                 |                 |
| 7                  | Salah Assad         | FC Mulhouse                |                 | 10 juin 1958      |                 |                 |                 |                 |                 |
| 9                  | Djamel Menad        | JETizi Ouzou               |                 | 22 juillet 1960   |                 |                 |                 |                 |                 |
| 11                 | Rabah Madjer        | FC Porto                   |                 | 15 février 1958   |                 | 1               |                 |                 |                 |
| 12                 | Tedj Bensaoula      | Le Havre AC                |                 | 1er décembre 1954 |                 |                 |                 |                 |                 |
| 13                 | Rachid Harkouk      | Notts County Football Club |                 | 19 mai 1956       |                 |                 |                 |                 |                 |
| Sélectionneur      |                     |                            |                 |                   |                 |                 |                 |                 |                 |
|                    | Rabah Saâdane       |                            |                 | 30 mai 1946       |                 |                 |                 |                 |                 |
| Réserve            |                     |                            |                 |                   |                 |                 |                 |                 |                 |
|                    |                     |                            |                 |                   |                 |                 |                 |                 |                 |
| Blessé             |                     |                            |                 |                   |                 |                 |                 |                 |                 |
| 'A                 |                     |                            |                 |                   |                 |                 |                 |                 |                 |

 = capitaine --  Gardien de butDéfenseurMilieu de terrainAttaquantSélectionneur
 *** source : el-moudjahid du .. mai 1986  , et l'horizons du mai 1986 ** l'équipe du mercredi 28 mai 1986 page 14 .